# Daniellia alsteeniana
Daniellia alsteeniana es una especie de plantas fanerógamas de la familia Fabaceae. Es originario de África tropical.

## Descripción
Daniellia alsteeniana es un árbol de tamaño mediano o grande, a menudo alcanza un tamaño de 10 a 20 m de altura con una copa densa de follaje verde oscuro brillante y bajo una masa de hojas de flores o frutas. El tronco es de hasta 1 m de diámetro. Las hojas son compuestas (divididas en foliolos) con 4-7 pares de folíolos, cada laminilla es elíptica u oblonga y miden 10 cm de largo y 5 cm de ancho con una punta puntiaguda y en gran parte sin pelo.
Las inflorescencias son grandes y se mantienen por encima de la corona y forman masas de flores de color rosa. Las ramas de la inflorescencia son leñosas y resistentes. Cada flor se mantiene en posición vertical sobre un tallo rígido de 2-3 cm de largo que termina en una base de flores de color rosado intenso hinchada (hipantio). Los cuatro sépalos son gruesos y cerosos con dos en el exterior y dos dentro. Ellos son de color rosa en la base exterior y cremoso hacia la punta y en el interior, y de alrededor de 2 cm de diámetro. Tiene dos pétalos grandes, redondeadas, de color rosa laterales de 16-18 mm de largo con márgenes enrollados (hacia dentro laminados).  El fruto es una sola semilla, con vainas aplanadas de hasta 10 cm de largo. La semilla es brillante y marrón y se mantiene en un largo tallo (funículo).

## Distribución
Daniellia alsteeniana se distribuye en una banda en la parte más seca del sur de la cuenca del Congo. Se ha registrado desde Gabón, a través de la República Democrática del oeste y el sur del Congo y el noreste de Angola, y en el noreste de Zambia.  En algunas partes de su área de distribución, que crece en los pobres en nutrientes, de libre drenaje, antiguos depósitos de arena, por el viento conocido como el desierto de Kalahari.

## Hábitat
Daniellia alsteeniana suele ser el árbol más alto y el más conspicuo de los bosques secos sobre suelos arenosos en el noreste de Angola. En abril y mayo, las grandes flores de color rosa, aparecen lugar en las ramas largas que se extienden por encima de la corona de hojas, y se forman masas de color rosa espectaculares que se pueden ver desde la distancia.
Se encuentra en los bosques abiertos con Isoberlinia, Brachystegia; en el bosque con Marquesia, Guibourtia coleosperma, Brachystegia; en masa forestal con Monotes, Berlinia, Uapaca cerca de fuentes; en bosque siempreverdes, secos y suelo profundo de miombo, etc ...

## Taxonomía
Daniellia alsteeniana fue descrita por Paul Auguste Duvigneaud y publicado en Bulletin de la Société Botanique de Belgique 81: 28. 1949.